# Festival interceltique de Lorient
Pour les articles homonymes, voir FIL.
Vous lisez un « bon article » labellisé en 2012.
Le Festival interceltique de Lorient, abrégé en FIL (en breton : Emvod ar Gelted en Oriant) se tient tous les ans à Lorient, en Bretagne. Il réunit des dizaines de groupes des pays et régions d'origine celtique pendant dix jours lors de la première quinzaine d'août. Il promeut toutes les formes de musiques issues des pays celtiques, des chants millénaires au folk, au rock, au jazz, en passant par les œuvres symphoniques dans un environnement de création extrêmement prolifique.
Le festival trouve son origine dans l'accueil en 1971 d'une compétition de bagadoù. Dès l'année suivante, il s'est tourné vers l'interceltisme pour se démarquer d'autres festivals de la région, puis s'est ouvert par la suite à d'autres formes d'expressions culturelles. Il devient à partir de la fin des années 1990 l'un des festivals français les plus importants par son nombre de visiteurs, en en accueillant jusqu'à 800 000 dont 115 000 entrées payantes en 2010.
Sa programmation est avant tout tournée vers des concerts et des spectacles de danses. Il accueille par ailleurs des compétitions musicales, comme des épreuves du championnat national des bagadoù, de danses comme celles de la fédération War 'l leur et des compétitions propres au festival. D'autres animations comme des défilés ou des activités de découvertes culturelles sont aussi organisées.
Il a une importante influence sur son territoire, tant sur le plan économique que sur le plan médiatique. Le festival agit aussi comme un acteur culturel, permettant la création et la diffusion dans le domaine des cultures bretonne et celtique.

## Histoire

### Avant le festival
Plusieurs festivals de musiques bretonnes se développent en Basse-Bretagne pendant la période de l'après-guerre. À Quimper, le Festival de Cornouaille créé en 1923 est relancé en 1948. À Brest, le festival international des cornemuses est créé en 1953 par la Bodadeg ar Sonerion (en abrégé BAS) (principale association de musique traditionnelle bretonne) pour fêter son dixième anniversaire. Cependant, à la suite du réaménagement de la place du château où se tient le festival de Brest et du conflit qui en résulte entre la mairie de Brest et la Bodadeg ar Sonerion, l'association cherche un nouveau lieu où implanter son concours et les villes de Nantes et de Saint-Malo se déclarent alors intéressées.
À Lorient, l'union des commerçants et industriels et le cercle Brizeux lancent cette même année 1953 un « Triomphe de la duchesse Anne d'Armorique ». Il réunit quatorze bagadoù et trente-trois cercles quatre années de suite avant sa disparition. Début août 1969 a lieu la première « Fête des ports bretons » organisée par le comité des fêtes de la ville de Lorient qui réunit trente bagadoù et cercles,.
Lorsque la Bodadeg ar Sonerion (en abrégé BAS) cherche à relocaliser son festival du fait que la ville de Brest souhaite l'arrêter, plusieurs de ses responsables qui proviennent de la région de Lorient interviennent pour que celui-ci s'y implante. Polig Monjarret, président fondateur de la BAS, en propose alors la reprise à Pierre Guergadic, le président du Comité des Fêtes de Lorient, qui l'accepte. Un accord est également trouvé entre Polig Monjarret et les responsables politiques de la ville. Après une édition-test réussie en 1970 sous le nom de « la Fête des Ports », la ville de Lorient accueille la manifestation.

### Le Festival interceltique des Cornemuses de Lorient
La première édition de ce qui prend alors le nom de « Fête des Cornemuses » a lieu au début du mois d'août 1971 et se tient sur trois jours. La finale du championnat des bagadoù attire près d'un millier de spectateurs et un défilé réunissant 30 cercles et une quinzaine de bagadoù attire lui quelque 30 000 spectateurs. D'autres activités comme un fest-noz quotidien, des visites nocturnes de la rade ou des cotriades sont organisées et un concert rapprochant Gilles Servat, Alan Stivell ou encore The Dubliners a lieu. L'expérience est alors considérée comme un succès et le festival est reconduit.
Il est décidé pour l'édition de 1972 de se tourner vers l'interceltisme de manière à se démarquer du Festival de Cornouaille de Quimper. Le nom de « Fête interceltique des Cornemuses de Lorient » est choisi la même année et de nouvelles nations arrivent au fil des années : la Galice envoie sa première délégation en 1976 et l'Île de Man en 1977. Les autres délégations augmentent le nombre de leurs participants : les Écossais sont 70 en 1972, 75 en 1975 et 150 en 1976. Les Irlandais passent de 60 en 1972 à 150 en 1976 et les Gallois de quelques chanteurs à 50 participants aux mêmes dates. La durée du festival s'allonge à la même époque et il atteint sa forme définitive en 1976 en passant à dix jours.
La nature des activités présentées est déterminée à cette époque. Des tournois sportifs opposant plusieurs délégations sont organisés dès 1972. Des concours de chant breton sont organisés à partir de 1973 dans le cadre du Kan ar Bobl. Le stade du Moustoir est utilisé à partir de 1974 pour un spectacle de danses intégrant des jeux de lumières et, dès 1976, des spectacles sont programmés dans les quartiers périphériques de la ville. La même année est organisée la première exposition d'arts bretons et les premières amorces d'un festival off se développent, alors que les années précédentes ont vu la mise en place d'expositions de costumes bretons, de pièces de théâtre ou encore d'un salon du livre. Ce dernier accueille en 1977 Pierre-Jakez Hélias et Xavier Grall puis Joan Baez participe au festival l'année suivante.

### Développements dans les années 1980

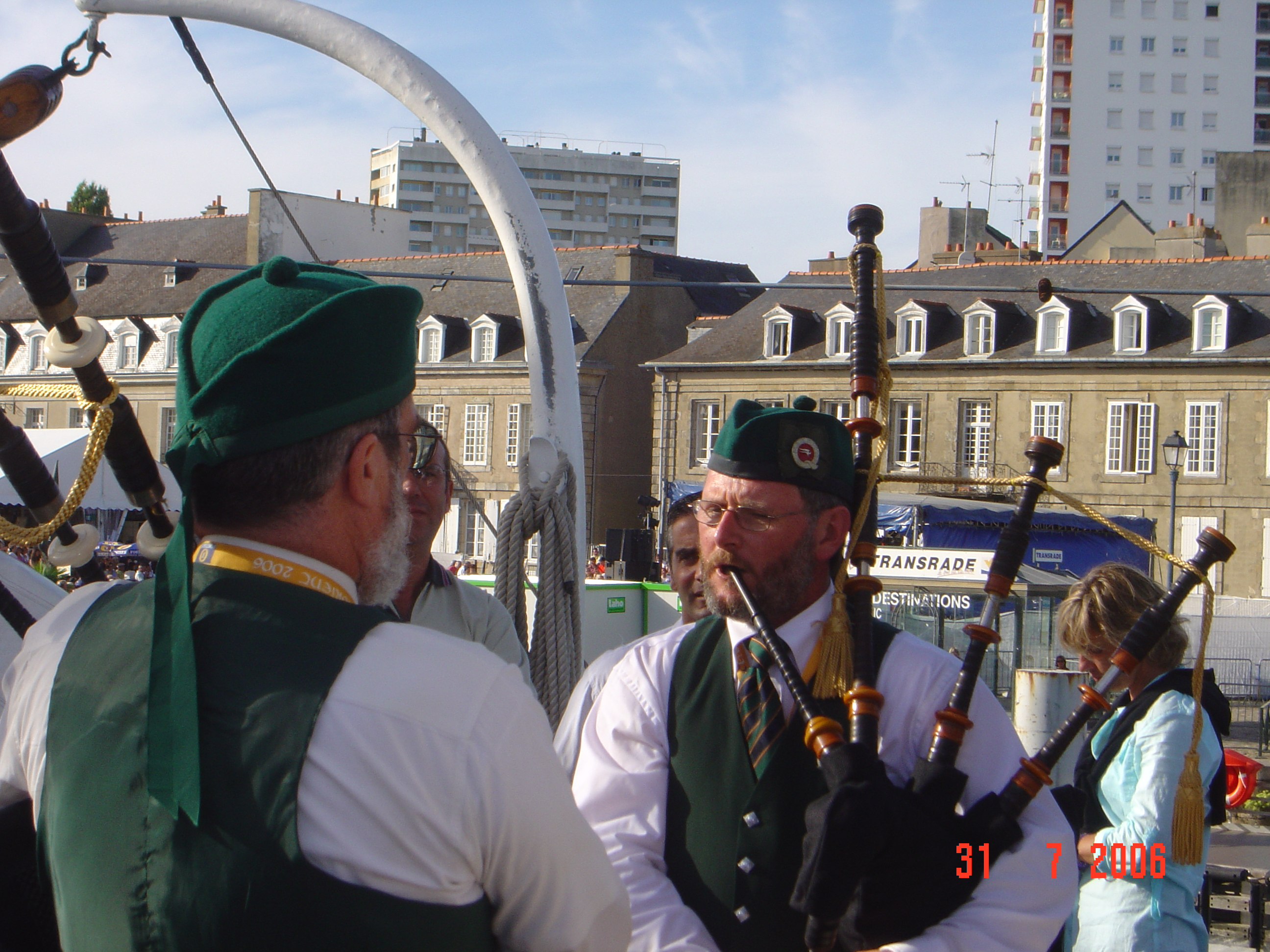
Le Queensland Irish Association Pipe-band, premier groupe australien invité en 1985, ici en 2006

Le festival prend le nom de « Festival interceltique » à partir de 1979 et continue à se développer. En 1980, une retransmission en direct est organisée par la chaîne de télévision France 3 et en 1982 le festival obtient pour la première fois une subvention du ministère de la culture. Cette subvention est suivie en 1985 par la visite pour la première fois d'un ministre de la culture en la personne de Jack Lang, venu annoncer l'autorisation de la signalétique bilingue. De nouveaux pays sont invités, les Asturies en 1987 comme huitième pays celte ou encore l'Australie en 1985 pour sa diaspora irlandaise importante.
Les activités du festival se diversifient. Le trophée de cornemuse Macallan est créé en 1980 ainsi qu'un concours de gaïta à partir de 1986. En 1989, deux nouveaux concours rassemblent pour l'un les pipe bands et pour l'autre les couples de sonneurs. Des spectacles de grande taille sont mis en place à la même époque, avec les Nuits de la mer, organisées de 1989 à 1993 dans l'espace portuaire, remplacées à partir de 1993 par les Nuits magiques dans le stade du Moustoir.
Le festival multiplie ses implantations au sein de la ville. Le pub, espace de concerts, est mis en place à partir de 1981. Le village celte, lieu de restauration, est institué en 1983. D'autres espaces de la ville sont utilisés : l'espace Kergroise, chapiteau d'une capacité de 6 000 places, est mis en service à partir de 1984 dans la zone portuaire et la salle de Carnot est exploitée pour les festoù-noz à partir de la même année. Le club K, qui réunit entreprises et associations, est mis en place en 1993.

### Vers un grand festival
La reconnaissance extérieure du festival augmente pendant les années 1990. Alors que celui-ci est fréquenté par 25 % d'étrangers à la fin des années 1980, la Commission européenne le classe parmi les treize plus importants festivals européens en 1996, l'un des trois festivals français à être distingué de cette manière avec ceux de Bourges et d'Avignon. Afin de permettre une plus large diffusion d'images du festival, une société de production est créée en 1994 et produit quatorze heures de vidéo pour une dizaine de chaînes dans le monde. La grande parade est diffusée deux années de suite par TF1 en 2000 et 2001, atteignant 50 % de part d'audience et touchant six millions de personnes lors de la première diffusion. Toujours en 2001, le lancement du festival est assuré par des astronautes de la Station spatiale internationale, par une transmission en direct depuis celle-ci, à la suite de contacts pris lors de la mission de 1997 de Jean-Loup Chrétien dans la station MIR.
Le nombre de concours augmente avec la mise en place des premiers concours de veuze et de pibroc'h en 1997, suivie de la création d'un concours de kitchen music en 2000. Une master class proposant des cours de perfectionnement pour plusieurs instruments est instaurée en 1997, alors qu'une création musicale comme Hirio, née en 1994, se développent au FIL avant de faire des tournées mondiales jusqu'en 2000. En 1996, un espace cabaret est créé, actif jusqu'en 2005. L'espace de Kergroise est remis en fonction en 1998 après onze ans sans utilisation. La même année un espace salon est mis en place, avec une thématique différente chaque jour. L'origine des groupes est plus diverse, les Los Angeles Scotts et City of Wellington pipe bands participent à l'édition de 2000, alors que le Tokyo Pipe band participe au festival de 1994.

### Les années 2000

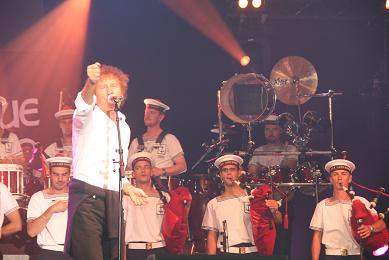
Alain Souchon et le bagad de Lann-Bihoué, en 2007

La croissance du festival se poursuit par la mise en place d'évènements en dehors de Bretagne. La direction du stade de France fait appel au festival pour y assurer la fête de la Saint-Patrick de 2002. L'expérience est reconduite pour un total de quatre spectacles donnés dans ce même stade jusqu'en 2004 et aboutit à la mise en place d'une société, I3C, filiale du festival conçue pour gérer ce type d'évènements. D'autres spectacles sont donnés dans le reste de la France, dont quatre au Zénith à Paris. L'un de ces spectacles, sous le nom de Celtica, donne lieu à quatre représentations au stade de la Beaujoire à Nantes et deux au stade de la route de Lorient à Rennes. Le spectacle Koroll est joué à Lille et à Lyon et une Breizh Parade a lieu en 2007 sur l'avenue des Champs-Élysées lors de la Breizh Touch. La société IC3 est cependant mise en liquidation judiciaire en 2008 en raison de ses pertes et la mise en place de ce type de spectacle n'est relancée qu'en 2011 avec la programmation d'une fête de la Saint-Patrick au Stade de France en 2012.

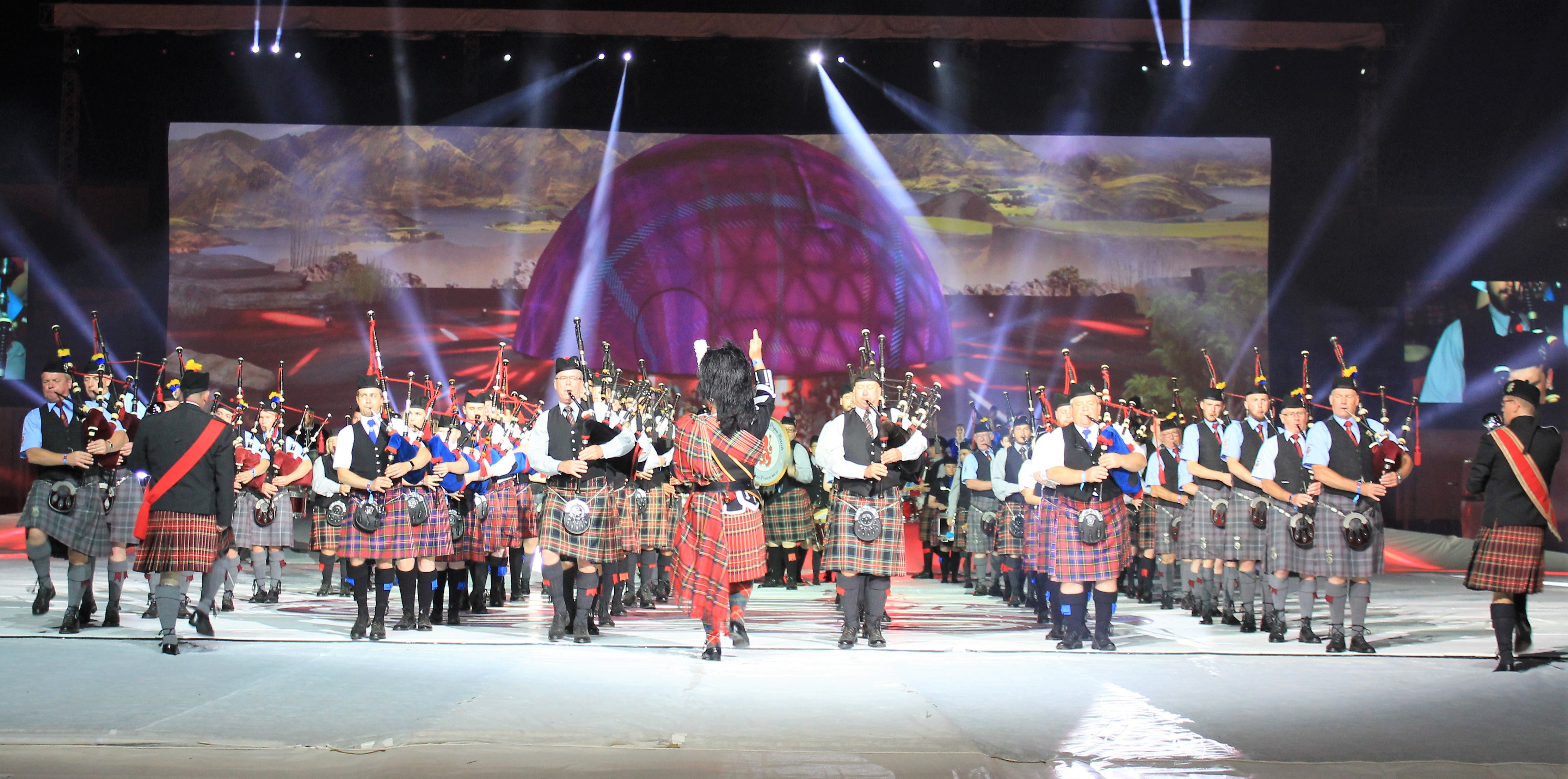
Le stade du Moustoir utilisé pour les plus grands spectacles.

Au début des années 2010, le festival se regroupe dans le centre de la ville, un quai étant attribué à chaque nation celte, pendant que des groupes indépendants jouent aux terrasses des cafés. D'autres lieux notoires de Lorient sont également investis : le stade du Moustoir (pour les Nuits interceltiques) ou encore le slipway du port de pêche, où deux nuits clôturent le festival par une série de concerts. Une tente-dôme est acquise par le festival en 2011 pour accueillir jusqu'à 1 400 personnes pour des manifestations diverses.
Le festival revoit son implantation à partir de la fin des années 2010 en raison de plusieurs réaménagements de la ville. Le port de pêche de Keroman cesse peu à peu d'être utilisé. Le dernier concert au slipway a lieu en 2016, la grande parade inaugure en 2022 un nouveau tracé qui délaisse le port, et la même année la cotriade qui marque l'ouverture du festival déménage aux abords du stade du Moustoir alors qu'elle avait lieu au port de pêche depuis la première édition du festival. Le réaménagement du parc Jules-Ferry à partir de 2016 permet au festival de gagner un peu de surface. Une « place des nations celtes » voit le jour à partir de 2018 à proximité du palais des congrès, mais oblige la fête foraine aussi présente à revoir son implantation

## Programmations

### Concerts

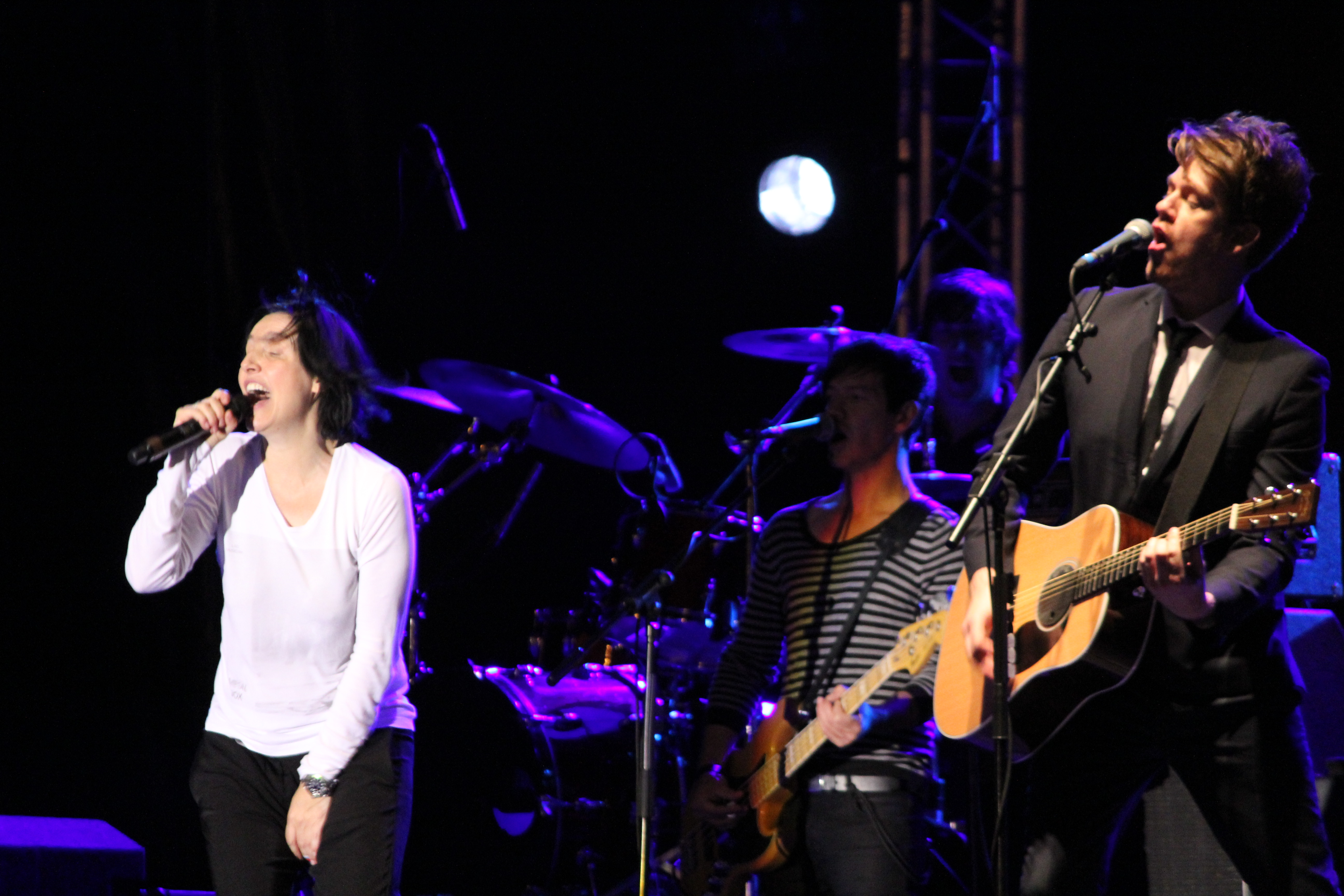
Le groupe Texas en 2011 au port de pêche de Keroman.

Environ 120 spectacles sur scène sont organisés pendant la durée du festival, dont 60 % sont gratuits. Les Nuits Magiques, renommées Nuits interceltiques depuis 2011, se déroulent plusieurs soirs de la semaine pendant plus de deux heures au stade du Moustoir. Elles rassemblent des groupes en tenues traditionnelles regroupant plus de 300 musiciens, se terminent par un feu d'artifice. Plusieurs des plus importants concerts du festival sont organisés sur le port de pêche de Keroman ; la cotriade, repas à base de produits de la mer installé sur de grandes tables et animé par des groupes musicaux, a lieu lors du premier vendredi et réunit près de 1 200 festivaliers, alors que la nuit du port de pêche propose sur le slipway des concerts de groupes comme The Cranberries en 2010 ou Texas en 2011. Enfin, certains lieux comme le « quai de la Bretagne » accueillent près d'une centaine d'artistes en 10 jours de festival.
En marge du festival officiel s'est développé au fil des ans un festival off. Des groupes jouent en journée comme en soirée dans la plupart des bars du centre-ville.

### Compétitions
Plusieurs compétitions liées à la cornemuse sont organisées pendant la durée de l'évènement. Les finales du championnat des bagadoù jugent les groupes de première, seconde et quatrième catégorie pendant le premier week-end du festival. Un concours de pipe bands est lui organisé le second week-end du festival et depuis 2000 un concours humoristique de « kitchen music » oppose une dizaine de solistes de différents pays.
Des groupes de musique folk concourent aussi pendant l'ensemble du festival, avec une finale regroupant les meilleurs à la fin de celui-ci. Le Kan ar Bobl, qui voit s'affronter des groupes bretons a lui été créé lors du festival de 1973 et s'est maintenu jusqu'en 1993.
Des solistes de cornemuse se défient dans plusieurs concours pendant tout le festival. Le « Trophée MacCrimmon » rassemble les joueurs de grande cornemuse écossaise, le « Trophée Botuha-Raud » concerne lui les sonneurs de musique bretonne de moins de 20 ans et d'autres trophées voient eux s'opposer des joueurs de pibroc’h ou de gaïta. Des solistes d'autres instruments comme la harpe ont aussi leurs concours dédiés.
Enfin des cercles celtiques de la confédération de danse War 'l leur se livrent à des assauts et le festival organise des compétitions sportives de voile, de golf, de course à pied ou encore de gouren.

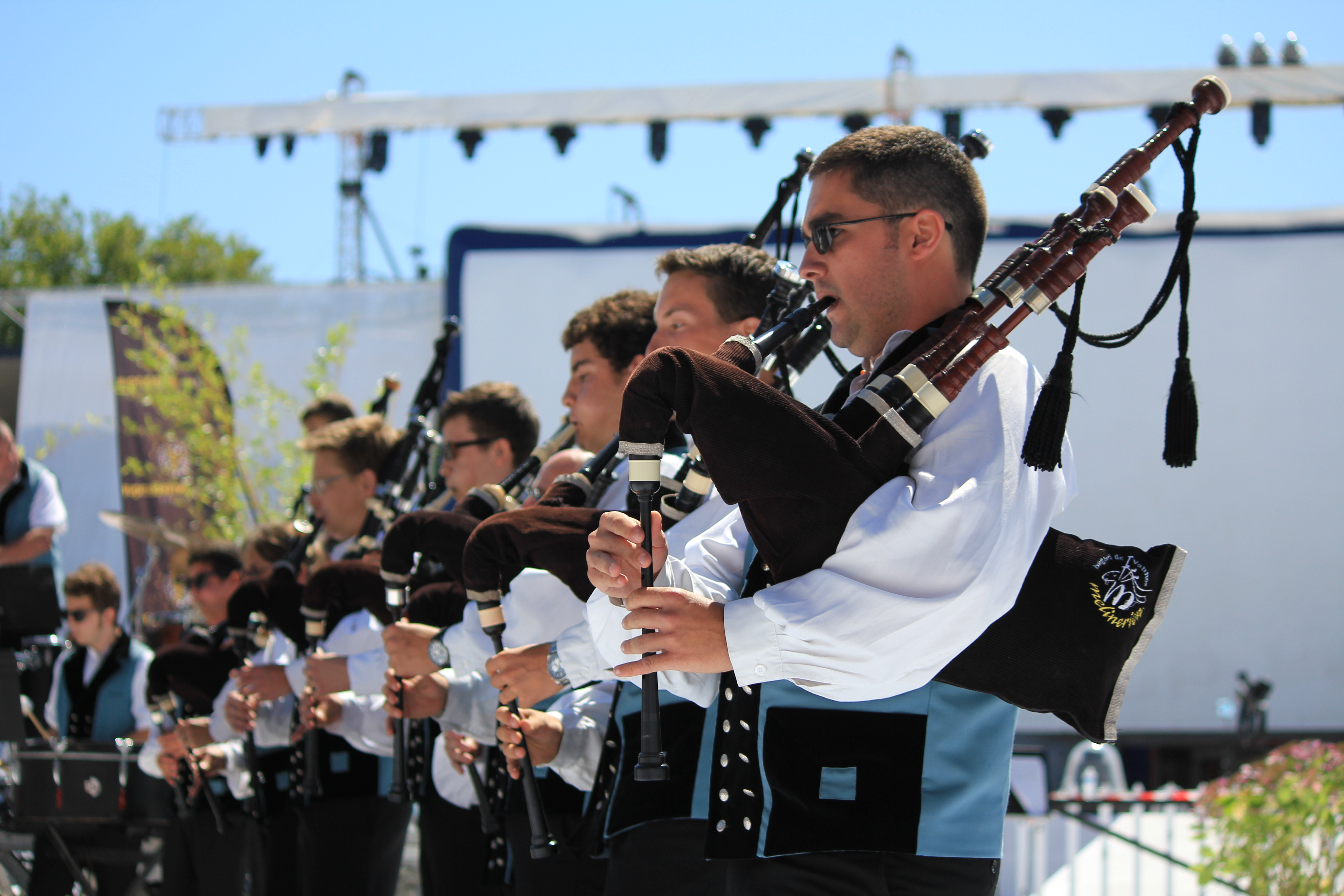
Championnat de bagadoù au stade du Moustoir.
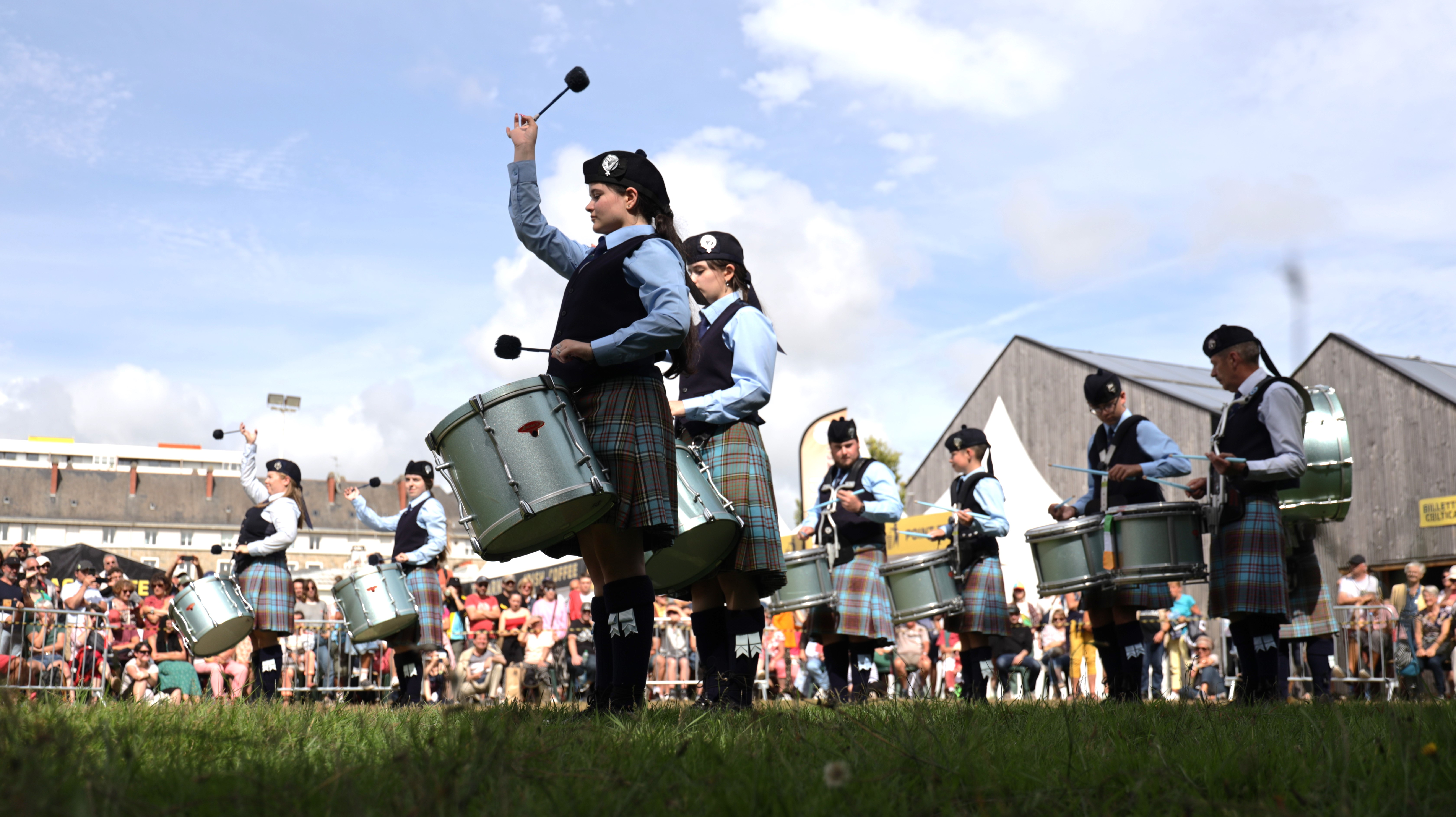
Concours de pipe-band.
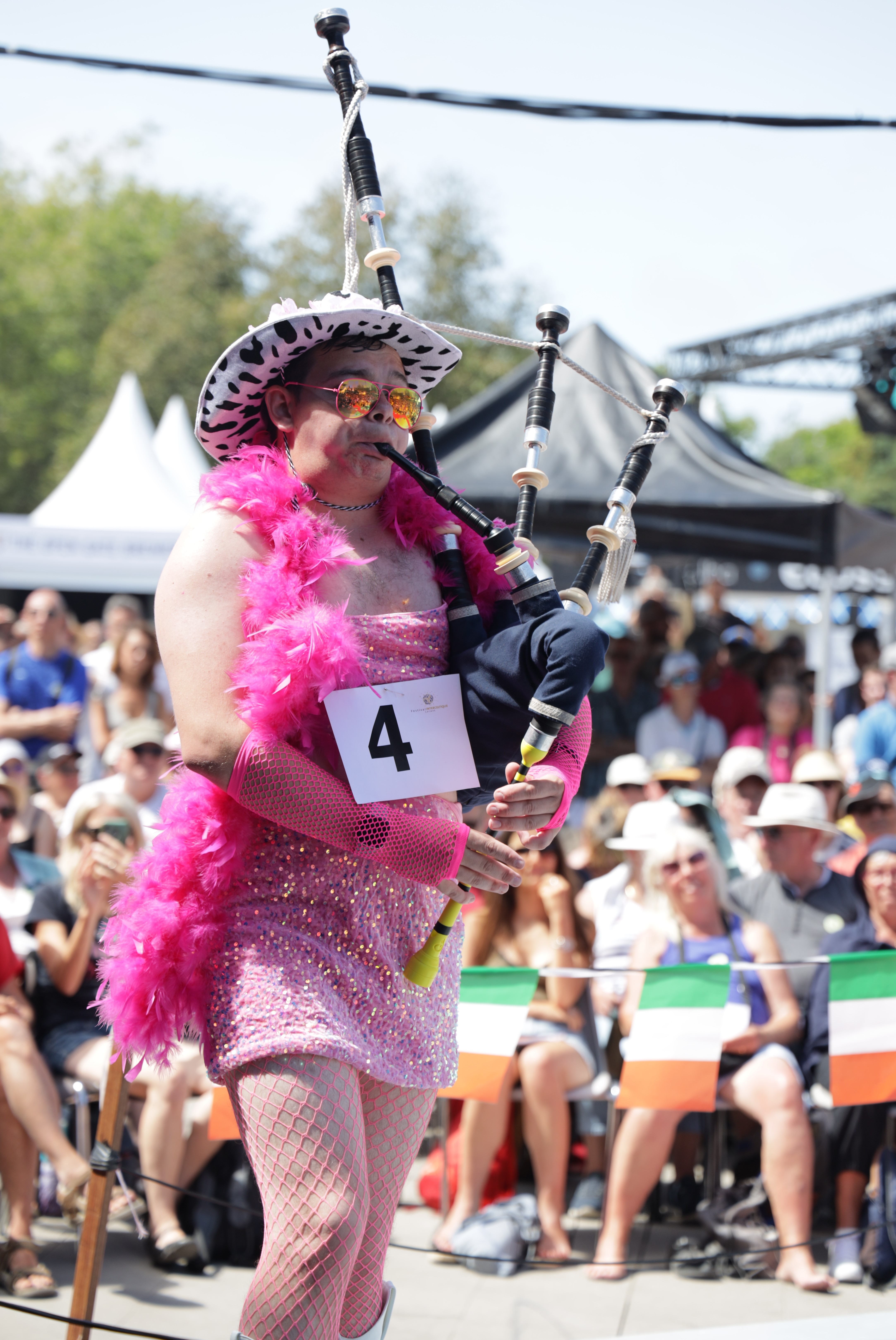
Piper lors d'un concours de Kitchen Music.
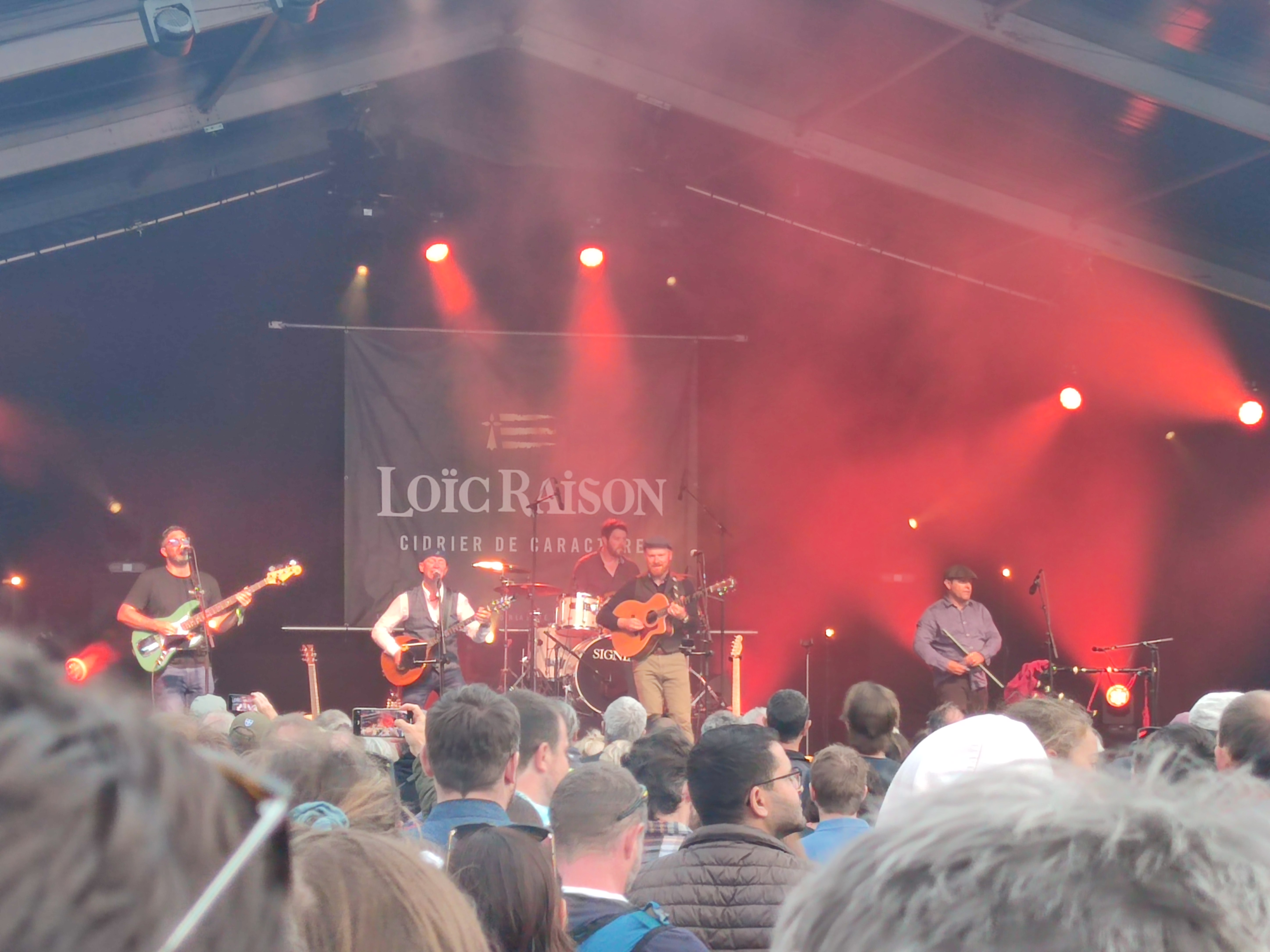
Groupe de folk lors du trophée Loïc Raison.

### Défilés
La « Grande parade des nations celtes » rassemble environ 3 500 musiciens, chanteurs et danseurs en costumes traditionnels. Le premier dimanche matin, les représentants des différents pays celtes invités défilent pendant quatre heures, dans un parcours démarrant sur le cours de Chazelles et s'achevant au stade du Moustoir. Cette parade a été diffusée sur des chaînes de télévision privées ou nationales comme TF1 ou France 3. Environ 70 000 personnes y assistent dans les rues de Lorient, auxquelles s'ajoutent 10 000 entrées payantes au stade du Moustoir.
Le « triomphe des sonneurs » quant à lui a lieu le premier dimanche du festival dans la soirée et rassemble une soixantaine de bagadoù qui jouent dans différents lieux de la ville avant de se réunir aux abords du grand théâtre. Enfin, des défilés journaliers sont organisés en journée dans le centre-ville.

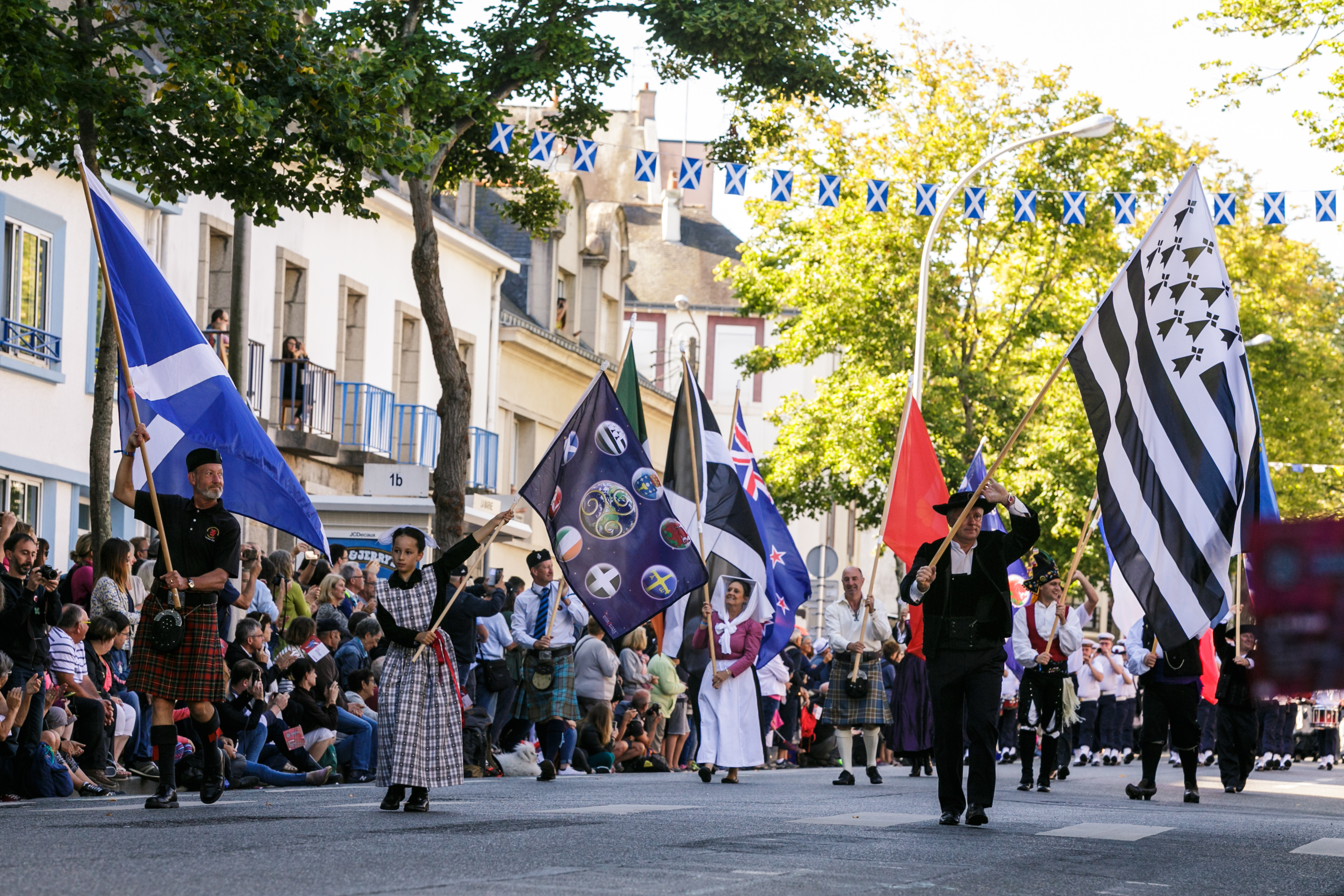
Ouverture de la grande parade en 2017.
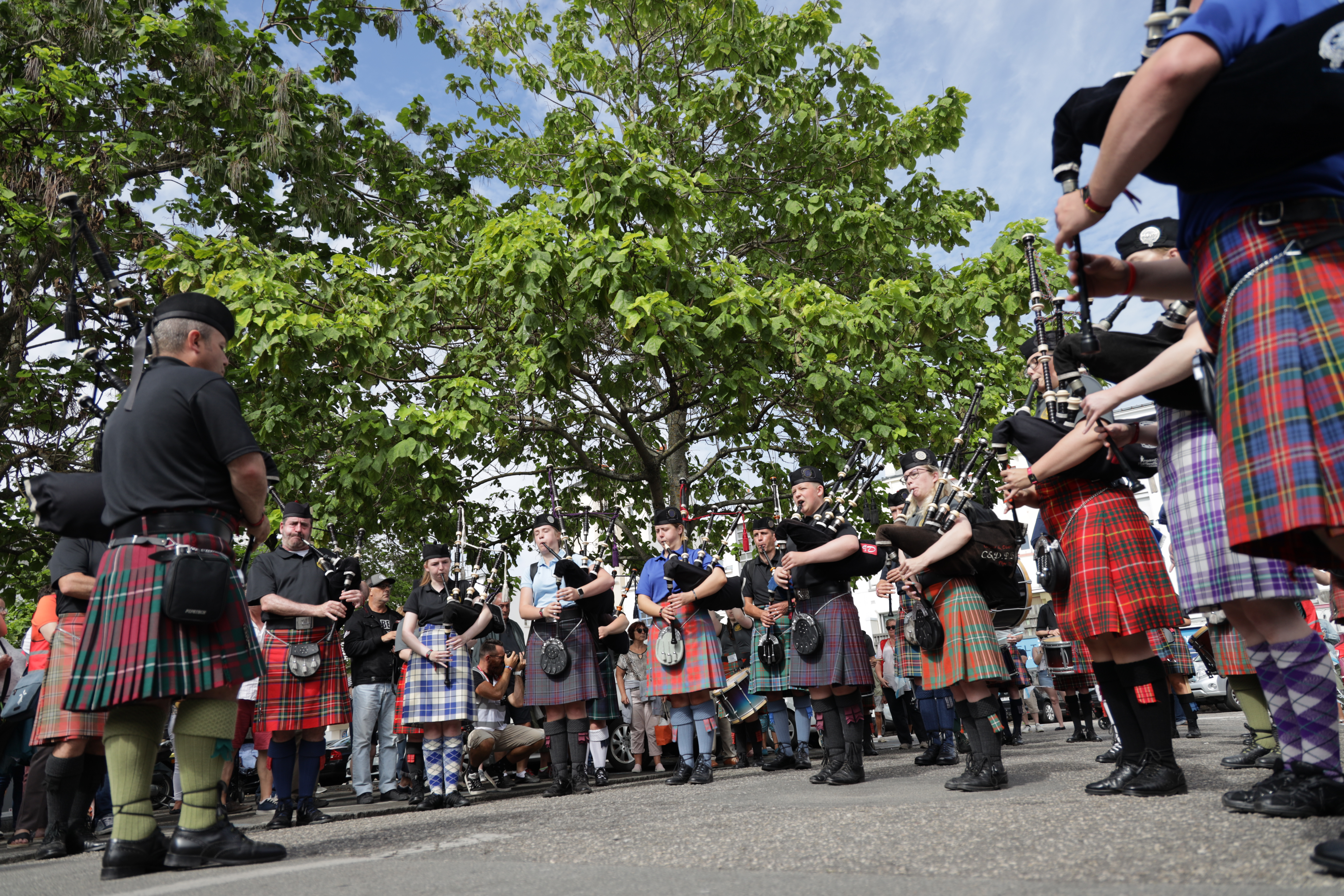
Pipe-band lors d'un défilé journalier.
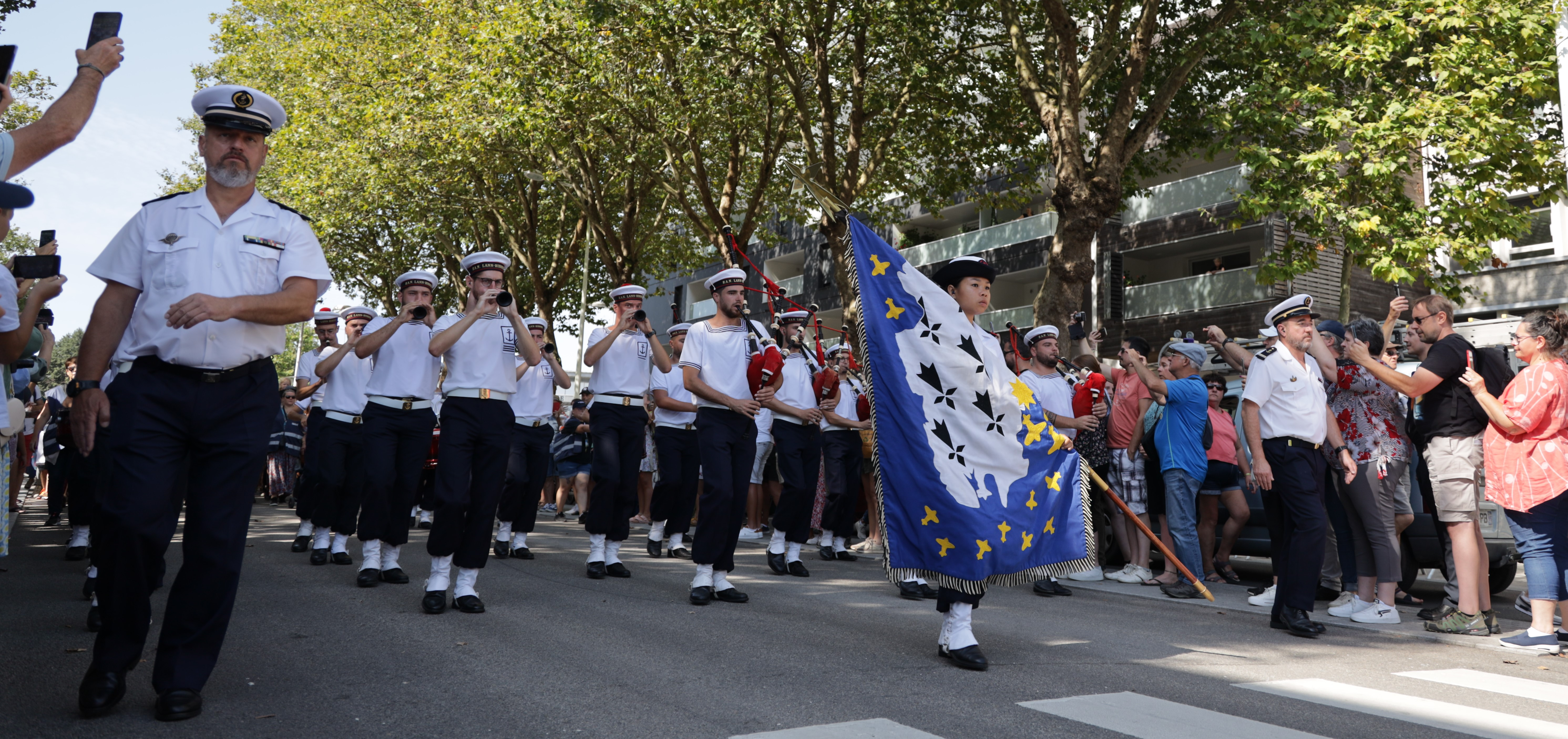
Bagad de Lann-Bihoué lors d'un défilé journalier.

### Pays mis à l'honneur
Chaque année à partir de 1994, une nation celte est mise à l'honneur dans la programmation. La Galice est la première à avoir bénéficié de ce système cette année-là. Depuis 1998 et l'année des Asturies, la délégation invitée dispose d'un chapiteau propre, ainsi que d'une visibilité plus importante dans la promotion faite pour le festival. Les pays invités ont la charge de l'organisation et du financement de cet espace, ce qui double la plupart du temps le budget alloué à leur représentation au festival. Le Gouvernement écossais a ainsi déboursé 450 000 euros pour son chapiteau en 2007 et l'Acadie planifie pour l'édition 2012 un budget de 400 000 euros, soit un doublement de ses dépenses habituelles. Les sommes allouées aux différentes délégations par leurs régions et pays d'origines varient en fonction des politiques budgétaire. L'Irlande, bien que nation invitée en 2023, ne bénéficie que de 100 000 euros de financement par son gouvernement. Ceci pousse le festival à regrouper les différents pavillons au sein d'un même espace à partir de 2023, la place des Pays Celtes, de manière à mutualiser certains coûts.
Une approche par thématique commence à se développer à partir des années 2020 : « jeunesse des pays celtes » pour l'édition 2024, « cousins d'Amérique » pour l'édition 2025.
| Nations            | Années                 |
| ------------------ | ---------------------- |
| Acadie             | 2004, 2012             |
| Asturies           | 1998, 2003, 2013, 2022 |
| Australie          | 2006, 2016             |
| Bretagne           | 1999, 2010, 2020, 2021 |
| Écosse             | 1995, 2007, 2017       |
| Galice             | 1994, 2001, 2009, 2019 |
| Irlande            | 1996, 2005, 2014, 2023 |
| Pays de Galles     | 1997, 2002, 2008, 2018 |
| Île de Man         | 2015                   |
| Cornouailles       | 2015, 2026             |
| Monde celte        | 2000                   |
| Diaspora celtique  | 2011                   |
| Jeunesse celte     | 2024                   |
| Cousins d'Amérique | 2025                   |

### Activités culturelles

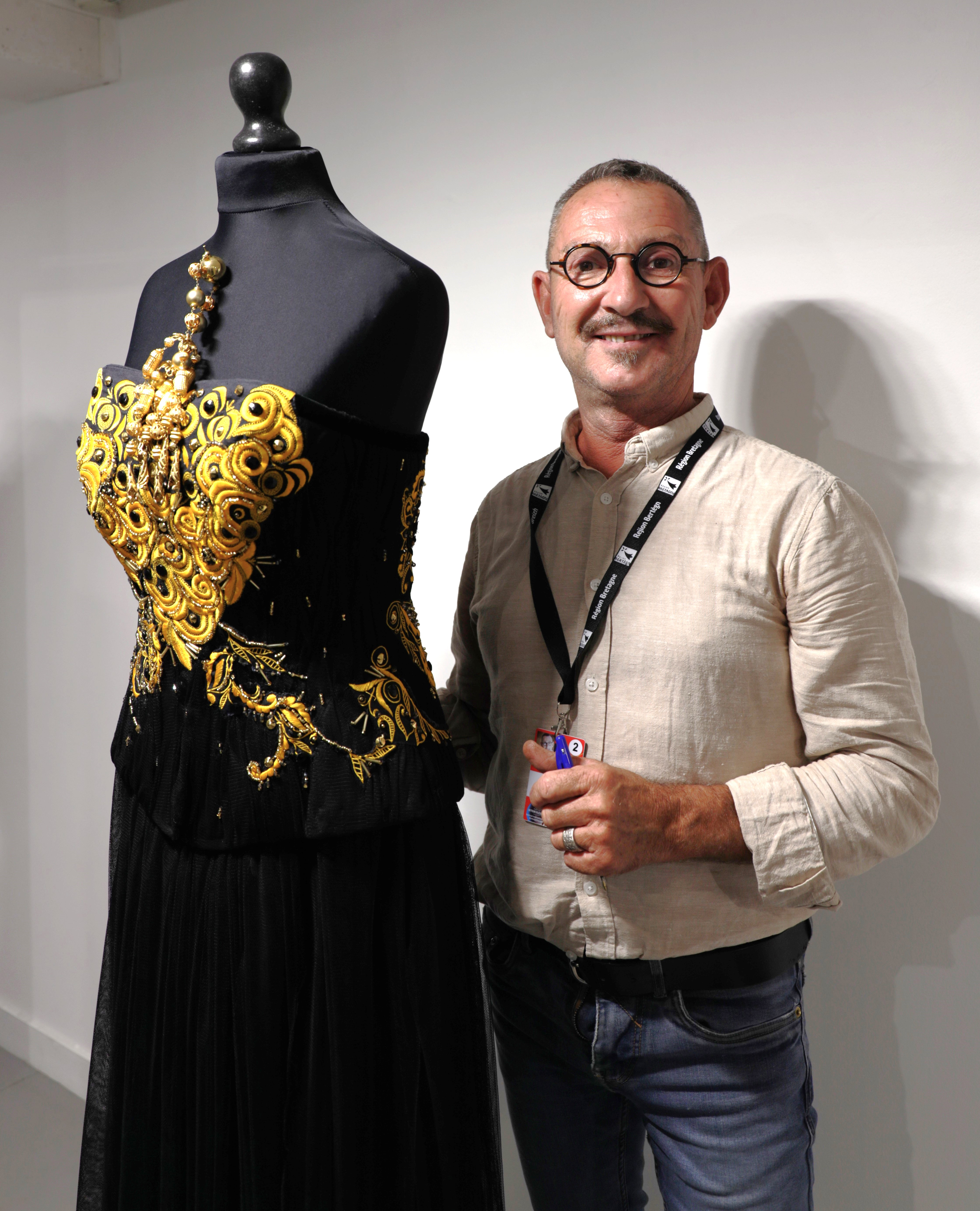
Le couturier Pascal Jaouen lors de la restrospective qui lui est consacré en 2024.

Le festival propose d'autres types d'activités culturelles. Des expositions d'arts sont organisées, par exemple des rétrospectives d'artistes locaux comme les peintres Jean-Pierre Vielfaure (en 2000), Micheau-Vernez (en 2011 et 2025), le couturier Pascal Jaouen (en 2024), mais aussi des productions étrangères, et régulièrement, des expositions de costumes bretons. Dans le même esprit, des artisans traditionnels présentent leur savoir-faire depuis 2011.
La salle Carnot accueille les festoù-noz quotidiens, dont certains sont retransmis en direct sur internet et suivis par près de 180 000 internautes dans 80 pays différents. Il est possible de s'inscrire à des cours de langue bretonne ou à des cours d'instruments sous forme de master class.

## Fonctionnement

### L'association

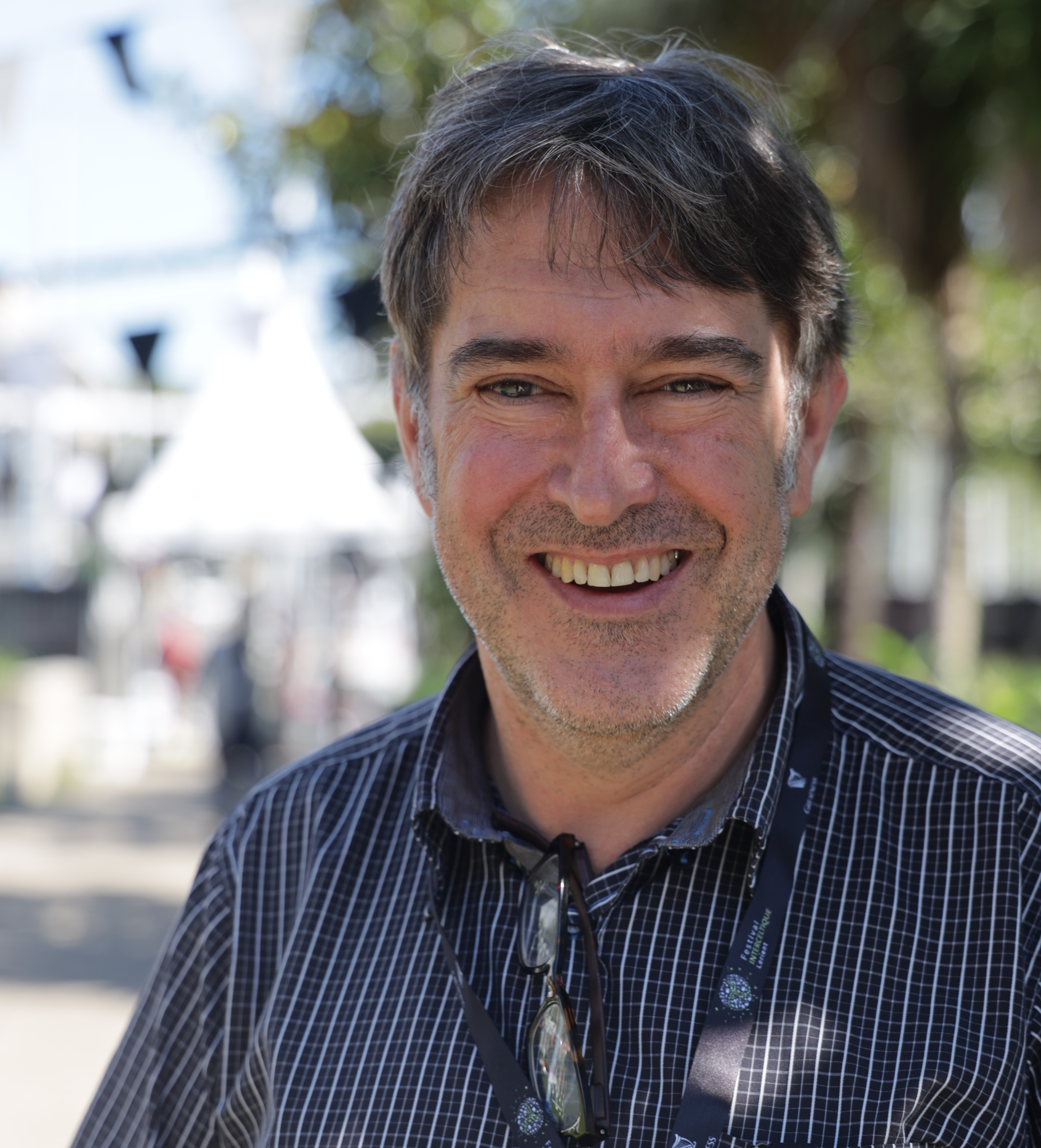
Jean-Philippe Mauras, directeur du festival depuis 2021.

La présidence du festival est tout d'abord assurée par Pierrot Guergadic de la création du festival jusqu'en 1996. S'ensuit une période d’instabilité. Guy Delion lui succède en 1997, mais démissionne en janvier 2001 à la suite de tensions avec le directeur Jean-Pierre Pichard. Il est remplacé à titre transitoire plusieurs mois par Jean-Michel Férézou. Jacques-Charles Morice occupe ensuite cette fonction de 2001 à 2007. Noël Couëdel prend la tête de celui-ci en 2007 pour une période de trois ans et est réélu à ce poste en 2010 pour trois années supplémentaires. Guy Gestin lui succède en octobre 2013, et dirige le festival jusqu'à sa démission en septembre 2018 ; Bruno Jaouën lui succède alors jusqu'en mai 2019, date de l'élection de Jean Peeters à ce poste. À la suite de la démission de celui-ci le 24 août 2022, Denis Le Mentec est désigné président par interim le 9 septembre 2022. Ce mandat sera de courte durée puisque, le 14 décembre 2023, Jean Paul Kihl obtient la présidence du Festival interceltique de Lorient avec 22 voix sur les 23 du conseil d'administration (22 voix "pour" et une abstention).
Jean-Pierre Pichard assure la direction artistique du festival de 1972 jusqu'à 2007, date à laquelle il cède celle-ci à Lisardo Lombardía. Jean-Philippe Mauras lui succède à partir d'octobre 2021.

### Budget
Le budget du festival s'élève en 2010 à cinq millions d'euros. Il est financé à hauteur de 33 % par les collectivités locales, dont 11 % par la région Bretagne, 9 % par la municipalité de Lorient, 6,8 % par l'agglomération du pays de Lorient, 3,2 % par le conseil général du Morbihan et 2 % par l'État. La billetterie participe tous les ans au budget pour un peu plus d'un million d'euros.
Les dépenses sont effectuées autour de quatre pôles. En 2012, les charges artistiques, incluant la technique scénique, représentent 43 % des dépenses. Les charges techniques, logistiques et la sécurité représentent elles 23 % des dépenses. La communication représente 8 % du budget et le fonctionnement 26 % du budget.
Un fonds de dotation est mis en place par le festival en 2012, de manière à permettre à des particuliers ou à des entreprises de contribuer financièrement au fonctionnement de celui-ci. Il fonctionne sur le principe de la contribution volontaire ou via l'achat d'un badge dont une partie des bénéfices est reversée au fond.

### Ressources humaines
Le Festival emploie environ 700 contractuels et l'on recense une quarantaine de missions différentes effectuées par des bénévoles. Ceux-ci sont issus aussi bien de la région de Lorient que du reste de la France. Environ 1 600 personnes participent au festival par ce biais dans une dizaine de services différents, les plus importants étant le service contrôle (450 bénévoles) et le service bar (350 bénévoles).
L'hébergement est assuré pour une partie des artistes et 1 100 personnes sont ainsi hébergées tous les ans. 800 lits sont proposés par le biais de 7 lycées lorientais partenaires et le reste par 20 hôtels prestataires. Le Festival alimente environ 300 bénévoles et jusqu'à 4 500 artistes ; au total, le Lycée Dupuy-de-Lôme sert 34 000 repas pendant toute la durée du festival.

## Influence du festival

### Le festival et son milieu

#### Impact économique

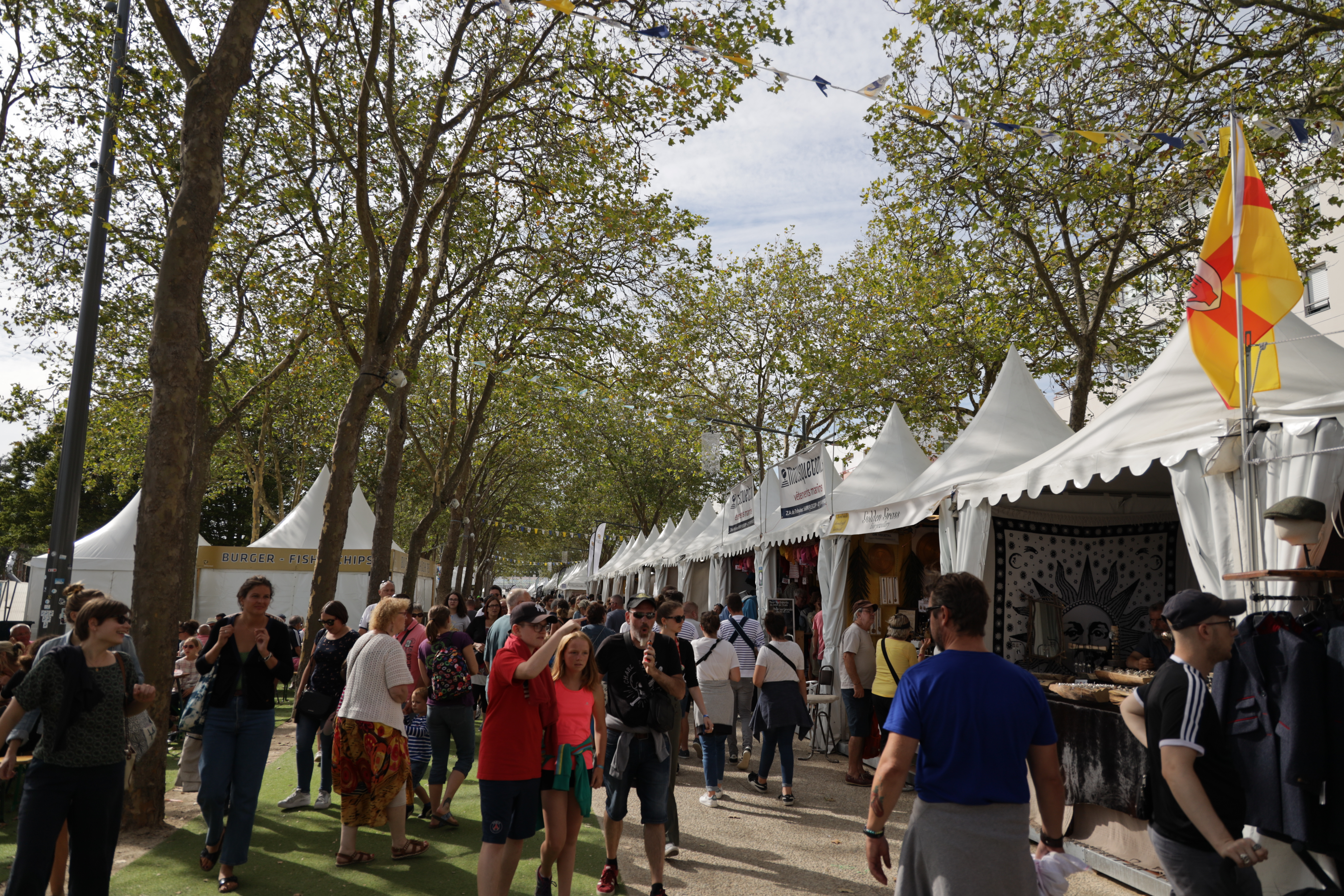
Boutiques pendant l'édition 2019.

L'association qui gère le festival cherche à faire naître des retombées économiques au niveau local en favorisant les fournisseurs de la région. 83 % des 5 millions d'euros du budget annuel sont redistribués en Bretagne. Par ailleurs, 700 personnes sont embauchées en CDD pendant la durée du festival.
Les entreprises locales bénéficient également de retombées de manière plus indirecte : en 2010, certains bars ou restaurants estiment à 30 % la part de leur chiffre d'affaires annuel réalisée pendant le festival. La même année, le budget journalier moyen d'un festivalier est estimé à 30 euros, soit un apport de près de 24 millions d'euros dans l'économie locale.
L'impact économique est également relayé par le « club K », village économique qui sert de lien entre les entreprises bretonnes et les entreprises des autres régions présentes au festival. Tous les partenaires du festival en font automatiquement partie, auquel s'ajoutent des institutions payant une cotisation. Au total, 180 entreprises et institutions ont ainsi adhéré en 2011, chacune représentant entre 10 et 150 entités de tous les secteurs d'activités. Des liens ont par ailleurs été créés entre le « club K » et des entités similaires à d'autres festivals bretons comme les fêtes maritimes de Douarnenez pour développer des programmes du même type.

#### Le festival et la ville

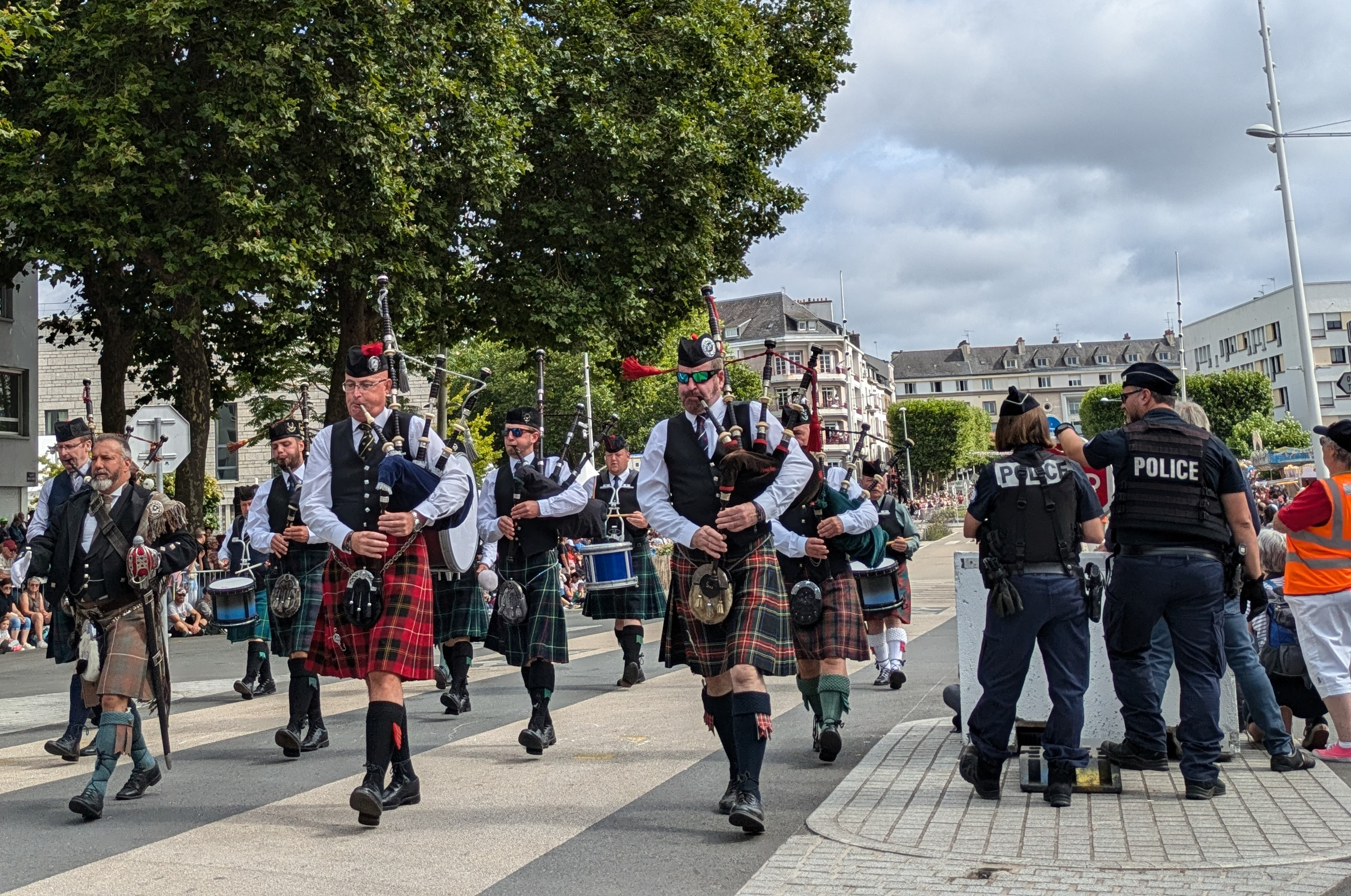
Forces de police couvrant la Grande Parade.

La gestion de la sécurité pendant le festival est assurée par le recours à des renforts en hommes venant de l'intérieur et de l'extérieur de la région. Au début des années 2020, deux compagnies de CRS sont en général mobilisées (pour un total de 120 personnes), auquel se rajoute 35 personnes issus du commissariat de Lorient présentes en permanence sur l'évènement. Une brigade de six policiers à cheval est aussi déployée au festival lors des premiers jours de grande affluence depuis le début des années 2020. Le festival organise aussi un espace réservé à la prévention des risques, notamment ceux liés au bruit et à l'alcool.
Le développement durable est présent au festival depuis le début des années 2000 via une série d'initiatives. En 2004 est institué un village solidaire qui regroupe des stands d'associations travaillant dans ce domaine. À partir de 2005, une réflexion s'instaure conjointement avec quatre autres festivals bretons sur le contenu d'une charte de développement durable et aboutit à la mise en place de celle-ci en 2007. Le tri sélectif des déchets est développé et concerne en 2009 20 tonnes, soit 22 % des déchets générés. La systématisation du gobelet réutilisable est opérée en 2010 et l'année suivante 350 000 de ces gobelets sont utilisés.

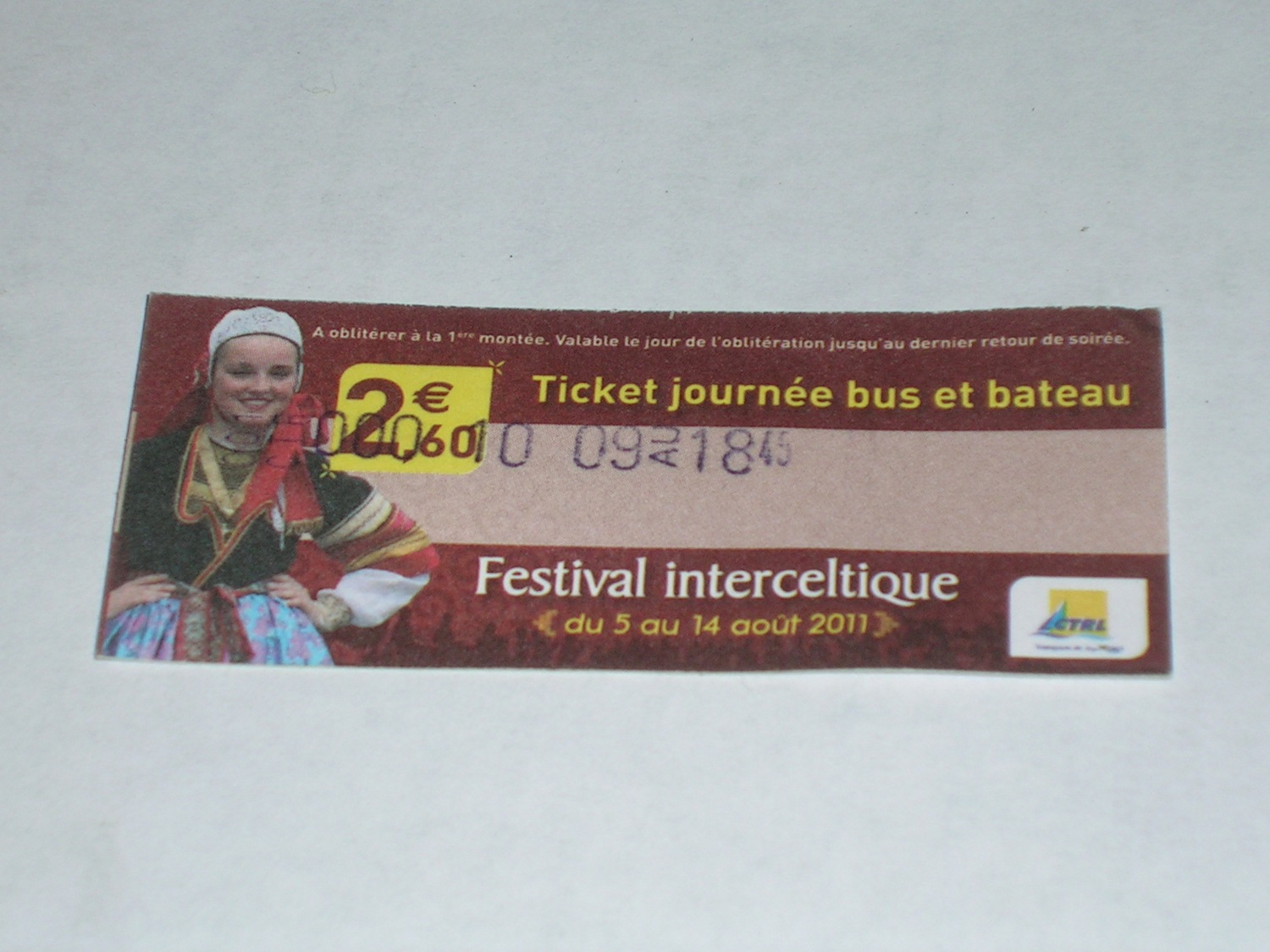
Ticket de bus pendant le festival en 2011

Les transports collectifs sont aussi pris en compte dans le festival, au niveau de la ville comme de la région. La CTRL, compagnie des transports lorientais, met notamment en place des lignes supplémentaires pour desservir les villes adjacentes à Lorient, sur des horaires plus larges. De plus, la SNCF propose, comme pour la plupart des festivals bretons, des prix réduits sur les trajets jusqu'à la gare de Lorient.
Le festival et son histoire marquent la toponymie et les décorations de la ville. Une statue représentant le fondateur du FIL, Polig Monjarret, est inaugurée sur la place du même nom le 3 août 2008, et le nom du premier président du festival Pierre-Guergadic est donné à une rue lorientaise en novembre 2006. Depuis le début des années 2000, un rond-point portant le nom du pays celtique « invité » est inauguré pendant la tenue du festival ; le dernier mis en place est celui de la Bretagne, en 2010, alors que celle-ci est mise à l'honneur pour le 40e anniversaire du festival. Depuis 2012 et l'inauguration d'un rond-point dédié au Nouveau-Brunswick, des régions de ces pays sont aussi mises à l'honneur.

#### Fréquentation
Jusqu'en 2010, le festival attire chaque année plus de visiteurs. L'édition 2010 a enregistré un pic de fréquentation avec 800 000 personnes, dont 115 000 entrées payantes. L'événement « An dro the world » a rassemblé quelque 4 500 danseurs dans la nuit de samedi 14 au dimanche 15 août 2010, ce qui a donné lieu au plus grand an dro jamais dansé.
Le FIL génère une fidélisation du public. En 2023, seulement 21% des festivaliers y participaient pour la première fois. On comptait également 41% des festivaliers qui étaient déjà venus plus de 10 fois. 
| 1997    | 1998    | 2007    | 2009    | 2010    | 2011    | 2012    | 2013    | 2014    |
| ------- | ------- | ------- | ------- | ------- | ------- | ------- | ------- | ------- |
| 350 000 | 400 000 | 500 000 | 650 000 | 800 000 | 650 000 | 650 000 | 700 000 | 750 000 |

| 2015    | 2016     | 2017      | 2018     | 2019     | 2022    | 2023    | 2024    | 2025    |
| ------- | -------- | --------- | -------- | -------- | ------- | ------- | ------- | ------- |
| 750 000 | 700 000. | 750 000 . | 750 000. | 800 000. | 900 000 | 950 000 | 650 000 | 950 000 |

En raison des JO de Paris, l'édition 2024 est réduite à 7 jours et décalée d'une semaine.

### Le festival et son image

#### Impact médiatique

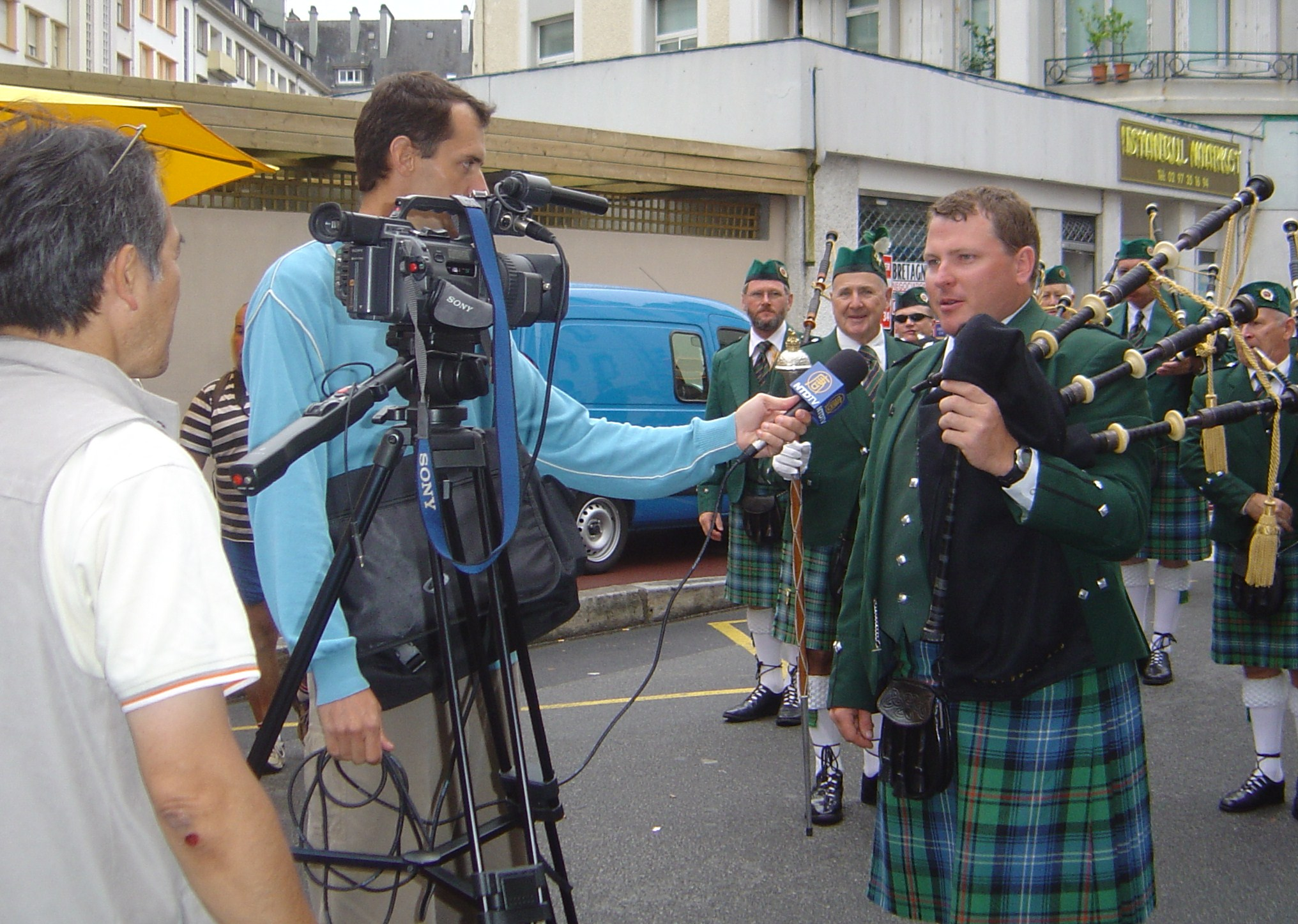
Journalistes de la télévision chinoise NTD TV pendant l'édition 2006.

L'espace presse du FIL accueille en 2010, sept agences de presse, vingt-six titres de presse écrite, vingt-trois radios, neuf chaînes de télévisions et trente-trois médias étrangers, pour un total d'un peu plus de 400 journalistes. La diffusion de la grande parade par France 3 en 2011 a rassemblé près de 2 millions de téléspectateurs, soit 20,3 % de part d'audience, ce qui a permis à la chaîne d'enregistrer alors sa meilleure audience depuis 2006 et sa meilleure part d’audience depuis 2005.
Une étude d'impact de 2011 montre que les articles traitant du festival entraînent une valorisation de plus de quatre millions d'euros en espaces publicitaires. Au total, environ 1 300 parutions dans divers médias ont été répertoriées la même année.
Le festival est aussi le terreau d'une forme de lobbying. Le premier directeur de la structure intègre puis devient président du club français des Arts et Spectacles du ministère de la culture dans les années 1990, ce qui lui permet de faire davantage connaître le festival en France et à l'étranger. L'essor de la notoriété du festival à l'étranger offre un outil de soft power pour la ville de Lorient qui en fait un outil d'attractivité économique pour son territoire.
| 2010              | 2011               | 2014              | 2017              | 2018               | 2019                | 2022              | - | - |
| ----------------- | ------------------ | ----------------- | ----------------- | ------------------ | ------------------- | ----------------- | - | - |
| 4 137 000 (38,4%) | >2 000 000 (20,3%) | 1 900 000 (20,7%) | 1 600 000 (14%) . | 1 700 000 (18,2%). | 1 400 000 (15,9%) . | 1 360 000 (17,4%) | - | - |

#### Impact culturel
Depuis l'arrivée de Jean-Yves Le Drian à la tête de la région en 2004, les manifestations culturelles financées par le conseil régional doivent lui remettre un cahier des charges tous les trois ans. Celui-ci porte sur les activités liées à la création dans le domaine de la culture bretonne, ainsi qu'au statut de la langue bretonne en son sein. Le festival est ainsi signataire de la charte Ya d'ar brezhoneg et développe des initiatives de promotion de cette langue
Le festival sert aussi de support à des créations culturelles. Cet apport est le fruit du travail de son premier directeur, Jean-Pierre Pichard, qui dès les premières éditions vise à établir le festival comme lieu de création de la nouvelle musique bretonne. Lors de l'édition 2011, dix nouvelles productions ont ainsi été présentées. L’événement est aussi depuis les années 1970 le lieu d'un développement d'une culture interceltique et contribue à l'amélioration qualitative des musiques celtiques ; certains artistes comme Carlos Núñez ont été découverts par le festival. Il permet également une ouverture à d'autres cultures, aux divers courants musicaux et aux nouvelles technologies (vidéo, laser).
Plusieurs artistes utilisent les enregistrements de leurs concerts du festival pour publier des albums live. Tri Yann sort ainsi Le concert des 40 ans en 2012 (le concert a eu lieu lors de l'édition 2011). Denez Prigent, quant à lui, sort Live holl a-gevret ! en 2002 après un concert de 2001, The Terre-Neuve sortent eux Une nuit d’été en 2006 à la suite d'un concert effectué la même année. Le festival publie par ailleurs des compilations chaque année reprenant des morceaux des têtes d'affiches de l'édition à venir et la Bodadeg ar Sonerion édite elle les enregistrements du concours de 1re catégorie.
L'organisation de spectacles en dehors des frontières culturelles de la Bretagne, comme à Paris, contribue par ailleurs au rayonnement culturel de la ville et de la région.

#### Identité visuelle

Ancien logo du festival jusqu'en 2011[180]
Logo du festival entre 2012 et 2023[180]
Logo du festival depuis 2023